# Жовтозілля весняне
Жовтозілля весняне (Senecio vernalis) — вид рослин з родини айстрових (Asteraceae), поширений  у Європі й західній Азії.

## Опис

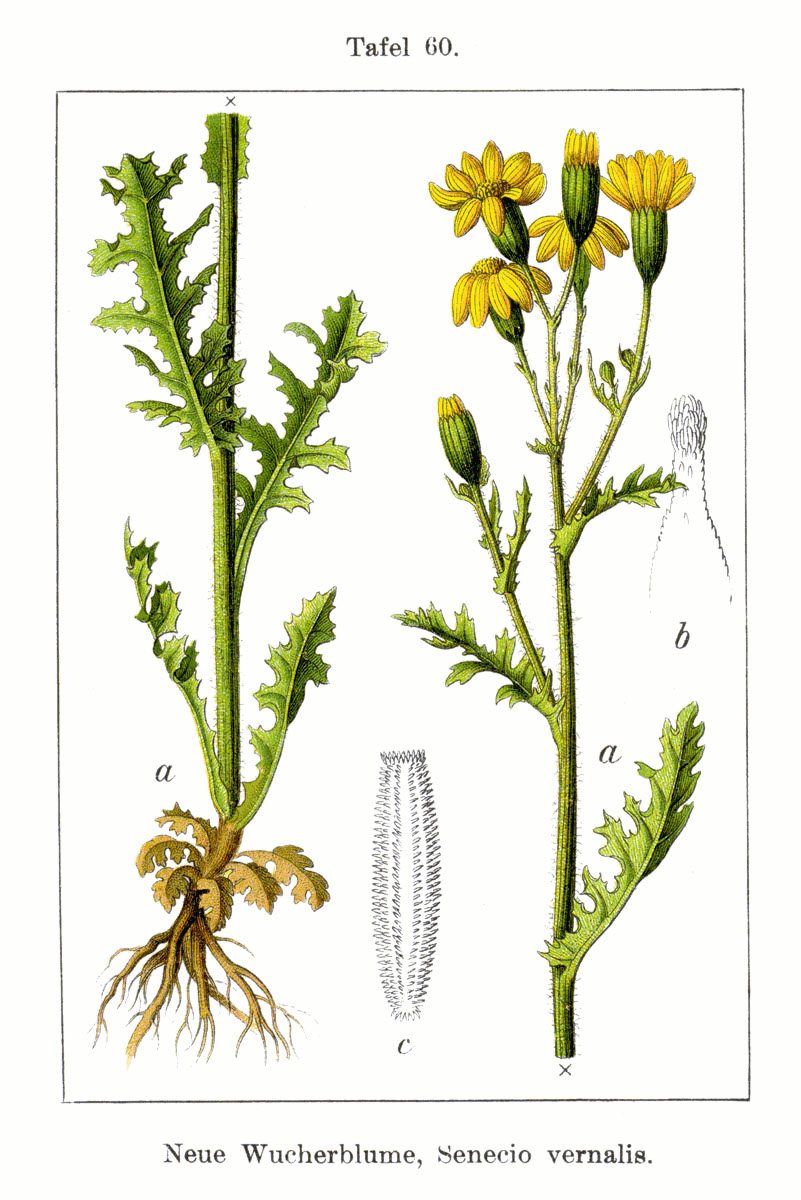
ілюстрація

Однорічна рослина 20–50 см заввишки. Прикореневі й нижні стеблові листки з довгими черешками, довгасті або довгасто-оберненояйцеподібні, виїмчасто-лопатеві; середні й верхні стеблові листки сидячі, перисто-надрізані зазвичай з вузькими лінійними гостро-зубчастими лопатями. Кошики в рідкісній щитковидній волоті, з 12–16 язичковими квітками. Язичкові квітки світло-жовті, іноді й білі, в 1.5–2 рази довше обгортки.

## Поширення
Поширений у Європі й західній Азії.
В Україні вид зростає в посівах, на дорогах, перелогах — на всій території зазвичай. У Карпатах відсутній, але зростає в Закарпатті.